# 임방 초상
임방 초상(任埅 肖像)은 대한민국 경기도 용인시 경기도박물관에 있는 조선시대의 초상화이다. 2009년 3월 10일 대한민국의 경기도 유형문화재 제208호로 지정되었다.

## 개요
임방(1640~1724) 반신상은 1719~1720년경 당시 화원들이 제작한 기사계첩에 들어있는 초상화와 같으며 18세기 초반 문신초상화를 대표할만한 격조가 있다. 

## 지정 사유
조선 중기 초상화의 특징인 의습처리, 좌안칠분면의 처리형식과 조선 후기 특징인 옷 주름의 음영처리 등을 보여주는 초상으로 조선 후기 초상화의 전초를 볼 수 있는 작품이다.

## 같이 보기
- 임방
- 기사계첩

## 참고 자료
- 임방초상 - 한국민족문화대백과사전
- 임방초상 - 국가유산청 국가유산포털